# Cladochaetini
Cladochaetini Grimaldi, 1990, è una tribù di insetti dell'ordine dei Ditteri (Brachycera: Drosophilidae). Costituisce il gruppo minore in cui si suddivide la sottofamiglia dei Drosophilinae e comprende due soli generi. Per il limitato numero di specie e l'areale circoscritto, è uno dei gruppi di Drosofilidi meno studiati.

## Descrizione
I caratteri differenziali di questa tribù, definiti da Grimaldi (1990) sono i seguenti:
- processi dorsale e ventrale della lacinia mascellare relativamente lunghi e sottili e più o meno contrapposti a 180°;
- sensilli anteriori del cibarium disposti allineati ai vertici di un triangolo;
- labbro inferiore ampio e sclerotizzato, formante una doccia in cui si piega il labellum;
- riduzione della nervatura posteriore, con assenza della vena A1+CuA2 e della cellula cup;
- armature genitali del maschio caratterizzate dall'edeago ridotto e membranoso e dall'apodema dell'edeago ampio.

## Sistematica
La tribù dei Cladochaetini è stata definita da Grimaldi (1990) includendovi due generi minori dei Drosophilidae che Okada (1989) aveva inserito fra i Drosophilini. Complessivamente comprende circa 160 specie ripartite fra due generi:
- Tribù Cladochaetini:
  - Cladochaeta Coquillett, 1900. Sinonimo: Clastopteromyia Malloch, 1924.
  - Diathoneura Duda, 1924. Sottogeneri: D. (Calatila), D. (Diathoneura). Sinonimo: Macroptera Duda, 1927.

Il genere Cladochaeta, il maggiore della tribù, comprende 124 specie, Diathoneura 39 specie, secondo quanto riportato nel TaxoDros. Il BioSystematic Database of World Diptera riporta numeri leggermente differenti per l'identificazione di due specie di Cladochaeta come appartenenti al genere Diathoneura.

## Distribuzione
Entrambi i generi sono rappresentati esclusivamente nel Nuovo continente. Cladochaeta è presente sia nell'ecozona neartica sia nell'ecozona neotropicale, mentre Diathoneura è endemico del Neotropico.